# Pedra (Bellver de Cerdaña)
Pedra es una localidad española del municipio leridano de Bellver de Cerdaña, en la comunidad autónoma de Cataluña.

## Historia
A mediados del siglo XIX, la localidad pertenecía al término municipal de Bellver. En ella hay una iglesia dedicada a san Julián. Aparece descrita en el decimosegundo volumen del Diccionario geográfico-estadístico-histórico de España y sus posesiones de Ultramar de Pascual Madoz de la siguiente manera: 

PEDRA: ald. del ayunt. de Bellver, en la prov. de Lérida (22 leg.), part. jud., y dióc. de Seo de Urgel (2), aud. terr., y c. g. de Barcelona (28). sit. en una pequeña llanura, bien ventilada y con clima sano. Consta de 11 casas y una igl. parr. (San Julian), de la que depende el anejo de Riu y el de Bor; servida por un cura párroco de térm., que nombra el diocesano. Confina por N. con Pi; E. Riu; S. Bor, y O. Nas. El terreno participa de llano y monte, siendo de mediana calidad. prod.: trigo, centeno, cebada, patatas, y poco vino; cria ganado vacuno, lanar y cabrio, y poca caza. pobl. incluyendo la de Bor, y Bades, 20 vec., 120 alm. riqueza imp.: 33,055 rs. contr. : el 14'48 por 100 de esta riqueza.
(Madoz, 1849, p. 730)

En 2021 la localidad tenía censados 11 habitantes.